# Ильинск (Удмуртия)
Ильинск (удм. Ильинск) — деревня в Малопургинском районе Удмуртии, Россия. Относится к Бурановскому сельскому поселению. На 2017 год в Ильинске числится 1 улица — Лесная.
На 1924 год — в составе Бурановского сельсовета как починок Ильинский. На 1925 год население — 70 человек, все русские. В деревне был организован одноимённый колхоз. В 1949 году этот колхоз вошёл в объединённый колхоз «Дружба» (село Бураново и деревни Егорово, Елово, Чутожмон, Ильинск). А в 1957 году колхоз «Дружба» вошёл в состав совхоза «Комсомольский» им. 10-летия УАО.
Дети из деревни до 1935 года ходили в Егоровскую начальную школу, а после её ликвидации — в Бурановскую школу.

## Географическое положение
Деревня расположена в 4 км к северу от административного центра — села Бураново.

## Население
| 2010 | 2011 | 2012 |
| ---- | ---- | ---- |
| 3    | →3   | →3   |